# Синельников, Рафаил Давидович
Рафаи́л Дави́дович (Давы́дович) Сине́льников (1896, Бердянск, Таврическая губерния, Российская империя — 21 февраля 1981, Харьков, Украинская ССР, СССР) — советский анатом и учёный-медик. Доктор медицинских наук, профессор Харьковского медицинского университета. Автор многократно переиздававшегося атласа анатомии человека.

## Биография
Родился 25 августа 1896 года в Бердянске Таврической губернии Российской империи в семье приказчика бакалейной лавки. Мать умерла, когда ему было четыре года, и в 1920 году семья перебралась в Харьков. По окончании Харьковской 2-й мужской гимназии в 1918 году поступил на естественное отделение физико-математического факультета Харьковского университета, но через год перевёлся на медицинский факультет. В 1920 году добровольно вступил в Красную армию и был назначен медбратом в один из госпиталей Харькова, благодаря чему смог продолжить учёбу на медицинском факультете, который в том же году был выделен в отдельный Харьковский медицинский институт. Одновременно с учёбой, с 1919 года работал на кафедре анатомии препаратором, с 1921 года — инструктором. Окончил институт в 1924 году и был зачислен на должность ассистента кафедры анатомии, с 1934 года старший ассистент, впоследствии доцент (по другим данным, доцент с 1931 года) под руководством академика В. П. Воробьёва. Одновременно заведовал кафедрой анатомии 2-го Харьковского медицинского института с момента его организации до 1937 года. После смерти В. П. Воробьёва в 1937 году избран на должность заведующего кафедрой анатомии 1-го Харьковского медицинского института и занимал эту должность до 1971 года. Одновременно работал в Академии наук УССР и с 1937 по 1941 год — в Украинском институте экспериментальной медицины. В 1938 году защитил докторскую диссертацию на тему «Нервы мочевого пузыря человека» и получил профессорское звание.
По разным данным, с 1924 или 1929 года привлечён В. П. Воробьёвым к работе в лаборатории при Мавзолее В. И. Ленина, в 1934 году зачислен штатным ассистентом лаборатории и оставался сотрудником лаборатории до 1945 года. В период Великой Отечественной войны участвовал в эвакуации тела Ленина в Тюмень и работах по его сохранению.
С осени 1945 года по 1975 год работал научным руководителем комиссии по реставрации и сохранению тела Н. И. Пирогова.
Умер 21 февраля 1981 года в Харькове, похоронен на 1-м городском кладбище.

## Государственная и общественная деятельность
- Член учёного совета Министерства здравоохранения УССР.
- Член правления Всесоюзного общества анатомов, гистологов и эмбриологов.
- Заместитель председателя правления Украинского общества анатомов, гистологов и эмбриологов[11].
- В 1952 году организовал и 30 лет возглавлял Харьковское общество анатомов, гистологов и эмбриологов.
- Секретарь редколлегии журнала «Врачебное дело» Харьковского медицинского общества.
- Организатор научных конференций и съездов в память о В. П. Воробьёве в 1948 и 1956 годах.
- Неоднократный участник международных научных форумов[1].

## Научное наследие
Автор более 140 научных работ. Основные направления: сравнительная микро- и макроскопическая анатомия; методы исследования нервной системы, желез слизистых оболочек; музейное дело.
Редактор отдела «Анатомия. Гистология. Эмбриология» 3-го издания «Большой медицинской энциклопедии».
Автор (вместе с академиком В. П. Воробьёвым) пятитомного «Атласа анатомии человека», изданного в 1938—1942 годах. В 1952—1958 годах уже самостоятельно подготовил новое издание анатомического атласа. Этот атлас выдержал множество переизданий, активно использовался в учебном процессе в высших медицинских учебных заведениях СССР, переведён на несколько иностранных языков, включая английский, испанский, чешский, арабский.
Научный руководитель 57 кандидатских и 13 докторских диссертаций.

## Награды
- Орден «Знак Почёта» (5 апреля 1939 года) — «За заслуги в проведении важнейшей работы по сохранению тела В. И. Ленина»[10].
- Орден Трудового Красного Знамени (24.01.1944)[источник не указан 776 дней].
- Медали[11], в том числе: «За трудовое отличие».
- Диплом почёта Выставки достижений народного хозяйства СССР (1964) за создание «Атласа анатомии человека».
- Значок «Отличнику здравоохранения»[12].

## Семья
- Сестра — народная артистка РСФСР Мария Давыдовна Синельникова. Брат — актёр и режиссёр Георгий Давыдович Синельников, его жена — заслуженная артистка РСФСР Ева Ефремовна Синельникова[13][нет в источнике].
- Сын Яков Рафаилович Синельников и внук Александр Яковлевич Синельников — анатомы, соавторы переизданий «Атласа анатомии человека»[4][14].

## Память
Мемориальная комната, посвящённая памяти Синельникова на кафедре анатомии ХНМУ.